# Napothera
A Napothera  a madarak osztályának verébalakúak (Passeriformes) rendjébe és a Pellorneidae családjába  tartozó nem.

## Rendszerezésük
A nemet George Robert Gray írta le 1842-ben, az alábbi 8 faj tartozik ide:
- Napothera epilepidota
- Napothera macrodactyla[2] vagy Turdinus macrodactylus[1]
- Napothera rufipectus[2] vagy Turdinus rufipectus[1]
- Napothera atrigularis[2] vagy Turdinus atrigularis[1]
- Napothera marmorata[2] vagy Turdinus marmoratus[1]
- kövi ökörszembujkáló (Napothera crispifrons[2] vagy Gypsophila crispifrons)[1]
- Napothera brevicaudata[2] vagy Gypsophila brevicaudata[1]
- Napothera crassa[2] vagy Gypsophila crassa[1]

## Előfordulásuk
Dél- és Délkelet-Ázsiában honosak. A természetes élőhelyük a szubtrópusi vagy trópusi esőerdők. Állandó, nem vonuló fajok.

## Megjelenésük
Testhosszuk 10-19 centiméter közötti.

## Életmódjuk
Gerinctelenekkel táplálkoznak.